# Nor

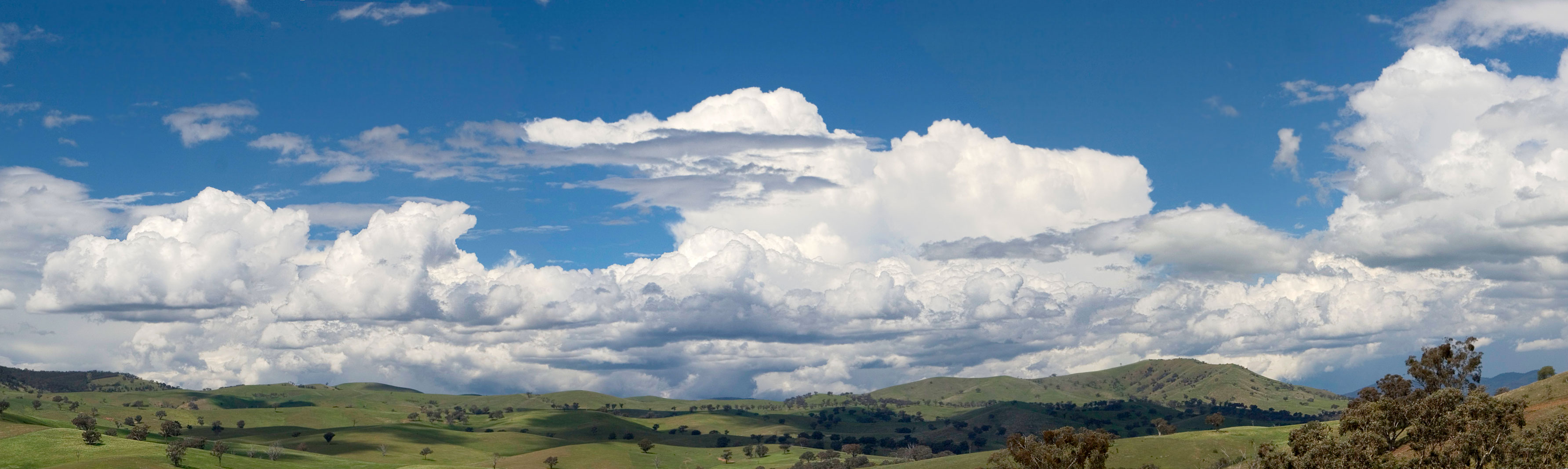
Nori cumulus deasupra Australiei

Un nor este o masă vizibilă de picături de lichid condensat (apă pe planeta Pământ) sau de cristale de gheață sublimate care se găsește în atmosferă deasupra suprafeței Pământului sau deasupra unei alte planete ce posedă atmosferă. Există o ramură specială a meteorologiei care studiază norii, nefologia.
Pe planeta Pamânt, substanța care se condensează este apa, care formează picături foarte mici de apă sau de cristale de gheață (de obicei de 0,01 mm în diametru), care fiind înconjurate de un număr imens de alte picături asemănătoare, produc efectul vizibil de nori având culori variind de la albul pur (când proporția de cristale de gheață este mare) până la nuanțe foarte închise de gri (pentru norii ce conțin picături de apă în proporție majoritară). O altă cauză a culorii norilor variind între alb și negru, trecând prin nenumărate nuanțe intermediare de gri, este grosimea acestora, deoarece norii reflectă la fel toate lungimile de undă ale luminii solare albe. Totuși, cu cât norul este mai gros și mai dens, cu atât culoarea este mai închisă, din cauza absorbției luminii produsă în interiorul norului.

## Formarea norilor și precipitațiile

### Formarea și proprietățile norilor

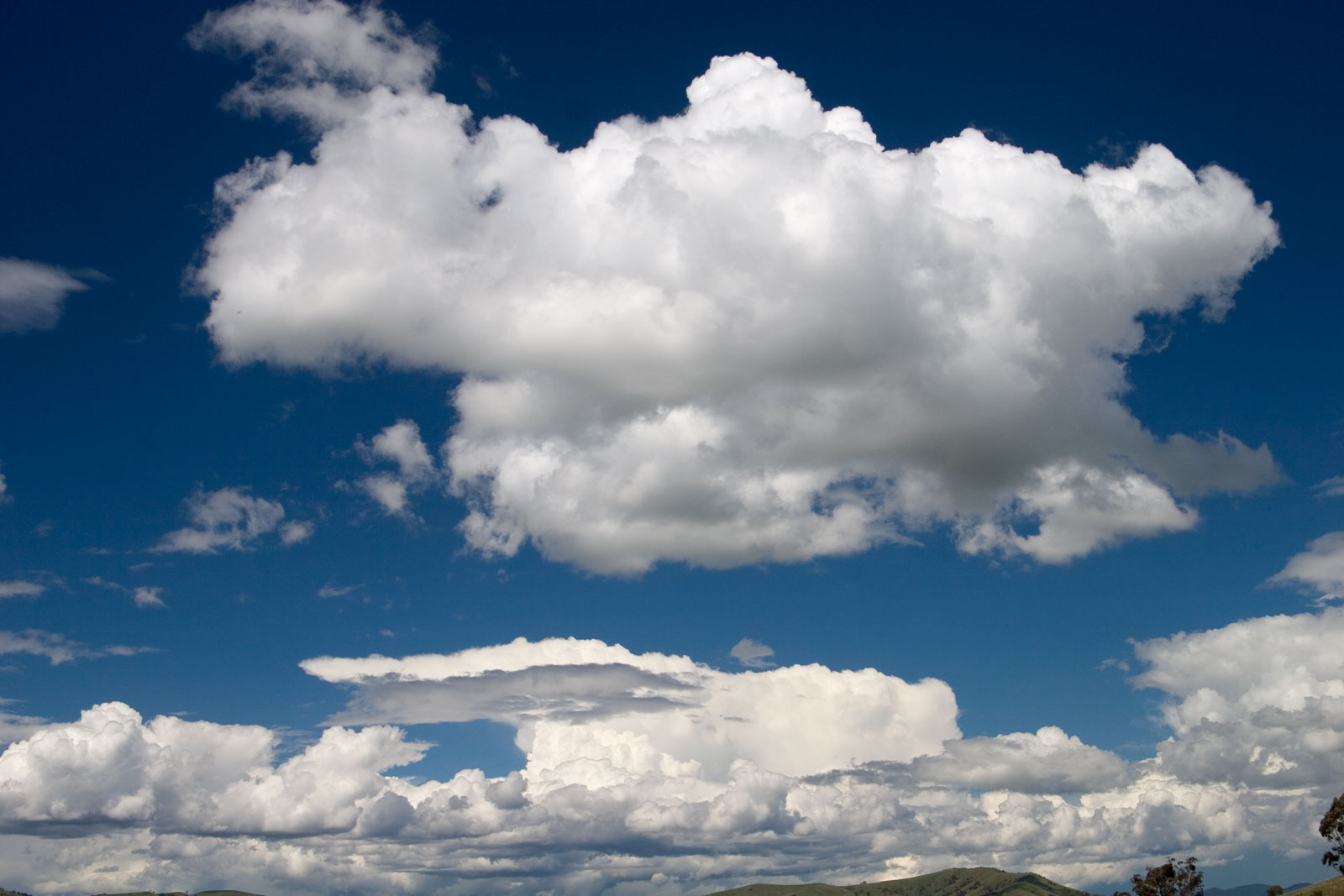
Nori cumulus mediocris

Norii se formează când vaporii invizibili de apă din aer se condensează în picături de apă vizibile sau în cristale de gheață. Acest fenomen se produce în trei modalități distincte.
1) Aerul este răcit sub punctul de saturație. Aceasta se întâmplă când aerul intră în contact cu o suprafață rece sau cu o suprafață care se răcește prin iradiere, sau în cazul în care aerul este răcit de expansiunea adiabatică, care este datorată creșterii în altitudine. Aceasta se poate întâmpla: 
- de-a lungul fronturilor calde și reci, așa numita ridicare frontală;
- când aerul se ridică în susul versantului unui munte și se răcește în timp ce se înalță în atmosferă (ridicare orografică);
- prin convecția cauzată de încălzirea unei suprafețe prin expunere la soare, numită încălzire diurnă;
- atunci când aerul cald trece pe de-asupra unei suprafețe mai reci cum ar fi o suprafață de apă rece sau o platformă de eroziune, alpină sau nu.

2) Norii se pot forma atunci când se amestecă două mase de aer care sunt ambele sub punctul de saturație. De exemplu respirația într-o zi rece, evaporarea apei Oceanului Arctic, etc.
3) Aerul rămâne la aceeași temperatură dar absoarbe mai mulți vapori de apă, până când ajunge la saturație.
Apa dintr-un nor obișnuit poate avea o masă de câteva milioane de tone. În orice caz, volumul unui nor este corespunzător de mare, iar densitatea vaporilor este de fapt destul de scăzută încât curenții de aer dedesubtul și din interiorul norului să fie capabili să susțină picăturile suspendate în aer. De asemenea, condițiile din interiorul unui nor nu sunt statice: picăturile de apă se formează și se evaporă în mod constant. O picătură de apă obișnuită are o rază de 1 x 0.00001 m și o viteză terminală de circa 1–2 cm/s. Aceasta oferă picăturilor de apă destul timp să se reevapore când cad în aerul mai cald de sub nor.
Majoritatea picăturilor se formează când vaporii de apă se condensează în jurul unui nucleu de condensare, o particulă minusculă de fum, praf, cenușă sau sare. În condiții de suprasaturare, picăturile de apă se pot comporta ca nuclee de condensare.
Picăturile de apă care sunt destul de mari pentru a cădea pe pământ sunt produse în două feluri. Cel mai important se presupune a fi Procesul Bergeron, descoperit de către Tor Bergeron, care afirmă că picăturile de apă suprarăcite, împreună cu cristalele de gheață dintr-un nor, interacționează și duc la creșterea rapidă a cristalelor de gheață, care precipită din nor și se topesc în timp ce cad. Acest proces are loc de obicei în nori ai căror vârfuri au temperaturi de mai puțin de -15 °C. Al doilea proces important este acela de coliziune și captare, care are loc în nori cu vârfuri mai calde, în care coliziunea picăturilor de apă care se ridică și coboară, produce picături din ce în ce mai mari, care sunt în final destul de grele pentru a cădea pe pământ sub formă de ploaie. În timp ce o picătură cade printre alte picături mai mici care o înconjoară, ea produce o “trezire” care atrage câteva dintre picăturile cele mici în coliziuni, ajutând astfel la răspândirea procesului. Această metodă de producere a picăturilor de ploaie reprezintă mecanismul primar în norii stratiformi joși, și în micii nori de tip Cumulus.

## Clasificarea norilor

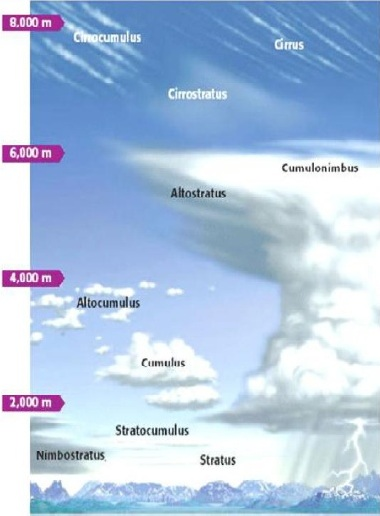
Clasificarea norilor

Clasificarea norilor a fost inițiată de  Luke Howard în anul 1802, funcție de altitudine și aparență.
Howard a folosit patru cuvinte din limba latină ca bază a clasificării sale:
- Cirrus – fibros, asemenea părului;
- Cumulus - grămadă;
- Stratus – strat / nivel orizontal;
- Nimbus – care aduc ploaia.

Combinând acești patru termeni și introducând prefixul alto Howard a ajuns la clasificarea utilizată și în prezent a norilor:

### Nori de altitudine mare
Cu plafonul peste 6.000 m:
- Genul cirrus (Ci) - sunt albi, delicați, mătăsoși și fibroși la aspect și formează pachete sau benzi înguste.

- Specia cirrus fibrus (Ci fib);
- Specia cirrus uncinus (Ci unc);
- Specia cirrus spissatus (Ci spi);
- Specia cirrus castellanus (Ci cas);
- Specia cirrus floccus (Ci flo).

- Genul cirrocumulus (Cc) - sunt pachete subțiri stratificate încrețite sau ondulate.

- Specia cirrocumulus stratiformis (Cc str);
- Specia cirrocumulus lenticularis (Cc len);
- Specia cirrocumulus castellanus (Cc cas);
- Specia cirrocumulus floccus (Cc flo).

- Genul cirrostratus (Cs) - sunt subțiri, transparenți, albi. Soarele se vede prin ei și lasă umbre. Poate fi vizibil un halo (coroana luminoasă și colorată ce apare în jurul soarelui și a lunii, în special al Lunii pline).

- Specia cirrostratus fibratus (Cs fib);
- Specia cirrostratus nebulosus (Cs neb).

### Nori de altitudine medie
Cu plafonul între 2.000 și 6.000 m:
- Genul altostratus (As) - sunt nori de culoare gri deschis, aspect fibros, uniform. Suficient de subțiri să permită vizibilitatea Soarele, dar nu apare halo.

- Specie: Nu au (sunt nori nebuloși, fără alte forme particulare).

- Genul altocumulus (Ac) - sunt albi sau gri, cu forme și texturi variabile.

- Specia altocumulus stratiformis (Ac str);
- Specia altocumulus lenticularis (Ac len);
- Specia altocumulus castellanus (Ac cas);
- Specia altocumulus floccus (Ac flo).

### Nori de altitudine mică
- Genul stratocumulus (Sc) - variază de la gri la alb și formează rulouri rotunjite.

- Specia stratocumulus stratiformis (Sc str);
- Specia stratocumulus lenticularis (Sc len);
- Specia stratocumulus castellanus (Sc cas).

- Genul stratus (St) - sunt straturi gri cu o bază uniformă. Sunt asociati cu burnița.

- Specia stratus nebulosus (St neb);
- Species stratus fractus (St fra).

### Nori de altitudine mică, cu întindere verticală
- Genul nimbostratus (Ns) - sunt de culoare gri închis, groși.

- Specie: Nu au (sunt nori nebuloși și fără alte forme particulare).

- Genul cumulus (Cu) - au aspect individualizat, de un alb strălucitor sau gri, cu densitate mare și formă de vată cu margini foarte precise.

- Specia cumulus fractus (Cu fra);
- Specia cumulus humilis (Cu hum);
- Specia cumulus mediocris (Cu med);
- Specia cumulus congetus (Cu con).

- Genul cumulonimbus (Cb) - au aspect individualizat de nori imenși, dezvoltați pe verticală, cu bază neagră și lateralele albe. Sunt asociați cu precipitații puternice și furtuni. Adesea au forma de nicovală la vârf.

- Specia cumulonimbus calvus (Cb cal);
- Specia cumulonimbus capillatus (Cb cap).

### Tabel clasificare nori
| Gen                | Specie                                         | Varietate                                                              | Particularități                                                | Genitus                                                    | Imagine       |
| ------------------ | ---------------------------------------------- | ---------------------------------------------------------------------- | -------------------------------------------------------------- | ---------------------------------------------------------- | ------------- |
| Cirrus (Ci)        | castellanus fibratus floccus spissatus uncinus | duplicatus intortus radiatus vertebratus                               | mamma                                                          | Cirrocumulus Altocumulus Cumulonimbus                      | Cirrus        |
| Cirrocumulus (Cc)  | castellanus floccus lenticularis stratiformis  | lacunosus undulatus                                                    | virga mamma                                                    |                                                            | Cirrocumulus  |
| Cirrostratus (Cs)  | fibratus nebulosus                             | duplicatus undulatus                                                   |                                                                | Cirrocumulus Cumulonimbus                                  | Cirrostratus  |
| Altocumulus (Ac)   | stratiformis lenticularis castellanus floccus  | perlucidus translucidus opacus duplicatus undulatus radiatus lacunosus | virga mamma                                                    | Cumulus Cumulonimbus                                       | Altocumulus   |
| Altostratus (As)   |                                                | translucidus opacus duplicatus undulatus radiatus                      | virga praecipitatio pannus mamma                               | Altocumulus Cumulonimbus                                   | Altostratus   |
| Stratocumulus (Sc) | stratiformis lenticularis castellanus          | perlucidus translucidus opacus duplicatus undulatus radiatus lacunosus | mamma virga praecipitatio                                      | Altostratus Nimbostratus Cumulus Cumulonimbus              | Stratocumulus |
| Stratus (St)       | nebulosus fractus                              | opacus translucidus undulatus                                          | praecipitatio                                                  | Nimbostratus Cumulus Cumulonimbus                          | Stratus       |
| Nimbostratus (Ns)  |                                                |                                                                        | praecipitatio virga pannus                                     | Cumulus Cumulonimbus                                       | Nimbostratus  |
| Cumulus (Cu)       | humilis mediocris congestus fractus            | radiatus                                                               | pileus velum virga praecipitatio arcus pannus tuba             | Altocumulus Stratocumulus                                  | Cumulus       |
| Cumulonimbus (Cb)  | calvus capillatus                              |                                                                        | praecipitatio virga pannus incus mamma pileus velum arcus tuba | Altocumulus Altostratus Nimbostratus Stratocumulus Cumulus | Cumulonimbus  |

## Observații meteorologice

### Nebulozitatea
Nebulozitatea reprezintă gradul de acoperire al cerului cu nori. Pentru observațiile meteorologice sinoptice sau pentru aviație acest grad de acoperire se exprimă în optimi, 0/8 reprezentând cer senin, iar 8/8 reprezentând cer total acoperit. Gradul de acoperire al cerului cu nori pentru observațiile meteorologice climatologice se face în zecimi, 0/10 reprezentând cer senin, iar 10/10 cer total acoperit.

### Identificarea norilor
Identificarea genului, speciei, varietății, particularităților se face pe baza atlaselor de nori. Altitudinea plafonului se determină funcție de gen, varietate etc.